# Gerd Struppert
Gerd Struppert (* 21. Oktober 1950 in Jena) ist ein ehemaliger deutscher Fußballspieler und Fußballtrainer. Für den FC Carl Zeiss Jena und die BSG Wismut Gera spielte er in der DDR-Oberliga, der höchsten Spielklasse des DDR-Fußballverbandes.

## Laufbahn als Fußballspieler
Struppert begann 1960 mit dem Fußball in den Jugendmannschaften des SC Motor Jena, aus dem sich 1966 der FC Carl Zeiss Jena entwickelte. Nachdem er für den Männerbereich spielberechtigt geworden war, spielte er ab 1968 in der 2. Mannschaft des FC Carl Zeiss in der zweitklassigen DDR-Liga. Zu seinem ersten Einsatz in der Oberligamannschaft kam Struppert am 25. Spieltag der Saison 1970/71, dem 12. Juni 1971. In der Begegnung Chemie Leipzig – FC Carl Zeiss (0:1) wurde der 1,77 m große Struppert anstelle des nicht einsatzbereiten Dieter Scheitler als Linksaußenstürmer aufgeboten. Auch am folgenden Spieltag spielte Struppert in der Oberliga, diesmal im Mittelfeld. Für die Saison 1971/72 wurde er offiziell für die Oberligamannschaft als Stürmer nominiert. Jedoch konnte er sich in der Mannschaft nicht gegen seine Stürmerkollegen Peter Ducke, Eberhard Vogel und Dieter Scheitler behaupten und kam nur in drei Oberligaspielen zum Einsatz, jeweils nur als Einwechselspieler. Außerdem bestritt er jeweils ein Spiel im UEFA- und im DDR-Pokal. Auch 1972/73 kam er nur zu drei Oberligaeinsätzen, nur einmal bestritt er eine Partie über die volle Spielzeit. 1973/74 wurde er in den Oberligaspielen des 6. und 12. Spieltages eingesetzt und war in einem UEFA-Pokalspiel dabei. Am Ende der Saison wurde er beim FC Carl Zeiss Jena ausdelegiert. Innerhalb von vier Spielzeiten hatte er lediglich dreizehn Pflichtspiele absolviert: 10-mal in der Oberliga, zwei UEFA-Pokalspiele und ein DDR-Pokal-Einsatz. Seine drei Pflichtspieltore erzielte er in den Oberligaspielen.
Ab der Saison 1974/75 spielte Struppert für die BSG Wismut Gera in der DDR-Liga und entwickelte sich dort zum Stammspieler. Gleich in seiner ersten Geraer Saison wurde er mit zwölf Treffern Torschützenkönig seiner Ligastaffel. 1977 gelang der Mannschaft der Aufstieg in die Oberliga, Struppert war daran mit 13 Punktspielen und fünf Toren beteiligt. Mit Wismut Gera bestritt er 1977/78 seine fünfte Oberligasaison. Er absolvierte 22 Punktspiele und erzielte ein Tor. Er spielte stets im Angriff, in zahlreichen Begegnungen war er allerdings nur Einwechselspieler. Wismut konnte sich nur eine Saison lang in der Oberliga halten. In der DDR-Liga spielte Struppert mit der Geraer Mannschaft noch bis zum Ende der Saison 1979/80, danach beendete er seine Laufbahn als Fußballspieler.

## Trainerkarriere
Struppert studierte parallel zu seiner Spielertätigkeit in Jena von 1969 bis 1974  Sportwissenschaft an der Friedrich-Schiller-Universität, was er als Diplom-Sportlehrer abschloss. Nach dem Ende seiner Spielerlaufbahn trainierte er zahlreiche Mannschaften in der DDR-Liga und -Oberliga: Chemie IW Ilmenau (1980/81), Chemie Böhlen (1981/82), Motor Nordhausen (1982/83), Chemie Leipzig (1983–85), Wismut Gera (1985/86), Stahl Brandenburg (1989/90). Von April bis Juni 1990 war er Übergangstrainer des 1. FC Union Berlin.
Von 1990 bis 1992 war Struppert in Österreich tätig, wo er den Kapfenberger SV und den DSV Alpine trainierte. Seit 1991 ist er im Besitz der Fußballlehrerlizenz des DFB.
Ab 1993 wurde er wieder in seiner thüringischen Heimat tätig und trainierte dort von 1993 bis 1995 den FC Thüringen Weida. 1995 eröffnete er ein Sportartikelgeschäft in Gera. Seitdem arbeitete er nicht mehr regelmäßig als Trainer. Ein Engagement beim VfB Pößneck kündigte er im Mai 2006 bereits nach wenigen Tagen, auch eine Tätigkeit beim 1. FC Zeitz währte 2007 nur einige Monate.